# Hugh Edwards
Hugh Robert Arthur Edwards (Woodstock, 17 novembre 1906 – Southampton, 21 dicembre 1972) è stato un canottiere britannico.
Ha vinto due medaglie d'oro olimpiche nel canottaggio, entrambe alle Olimpiadi 1932 svoltesi a Los Angeles: una nella categoria due senza maschile e una nel quattro senza maschile.
Ha vinto due medaglie d'oro ai Giochi del Commonwealth del 1930.